# 1708 en France
Chronologie de la France
- 1704
- 1705
- 1706
- 1707
- 1708
- 1709
- 1710
- 1711
- 1712

Cette page concerne l’année 1708 du calendrier grégorien.

## Événements
- 17 janvier : ordonnance considérée comme l’acte de fondation du service de santé de l’armée française. Les anciennes charges de médecins et chirurgiens sont transformées en offices vénaux[1].

- 20 février : Nicolas Desmarets devient contrôleur général en remplacement de Michel Chamillart (fin en 1715)[2]. Il mène une politique de déflation ou de réévaluation sauvage de la livre tournois qui porte préjudice aux endettés.

- 23 mars : échec d’une tentative de débarquement jacobite en Écosse. La flotte française, partie de Dunkerque le 17 mars, ne peut faire débarquer dans le Firth of Forth en Écosse le prétendant au trône « Jacques III »[3].

- 6 mai : le roi de France invite le banquier Samuel Bernard à Marly[2]. L’État français lui doit alors doit 30 millions de livres[4].
- 7 mai : les vignes gèlent à Mouthier en Franche-Comté[5], à Cergy et à Chanteloup en Île-de-France[6].
- 11 mai : à la mort de Mansart, Robert de Cotte hérite du poste de premier architecte du Roi[1].

- 5 juillet : occupation de Gand et de Bruges par les Français. Le 11 juillet le duc de Vendôme et duc de Bourgogne sont battus à Audenarde par Marlborough et le prince Eugène[7]. Ils perdent 18 000 soldats français et 7 000 soldats alliés. Le duc de Vendôme rend responsable le duc de Bourgogne de la défaite[1].

- 13 juillet : la bulle Universi Dominis Gregis condamne les propositions jansénistes extraites des œuvres de Pasquier Quesnel.
- 28 juillet : le maréchal de Boufflers arrive à Lille[8].

- 12 août : début du siège de Lille par les troupes du prince Eugène[9].
- 22 octobre : capitulation de Lille, occupée par les alliés du prince Eugène ; la citadelle est prise le 8 décembre[8].

- 29 décembre : déclaration royale qui ordonne la levée pendant sept ans par doublement des droits de péage[10], face aux difficultés financières dues à la guerre[1].

- Les colons de Martinique décident de faire une battue contre les esclaves marrons tous les mois et une chasse générale tous les six mois[11].